# Chairière
Chairière (wa. Les Tchairires) – dzielnica (section) gminy Vresse-sur-Semois w Belgii, w Regionie Walońskim, w prowincji Namur, w okręgu Dinant. 1 stycznia 2020 roku liczyła 218 mieszkańców. Do 31 grudnia 1964 r. samodzielna gmina.  

## Demografia
Liczba mieszkańców, stan na 1 stycznia:
| Rok                | 1930 | 1947 | 1961 | 2020 |
| ------------------ | ---- | ---- | ---- | ---- |
| Liczba mieszkańców | 225  | 237  | 237  | 218  |